# Documentație

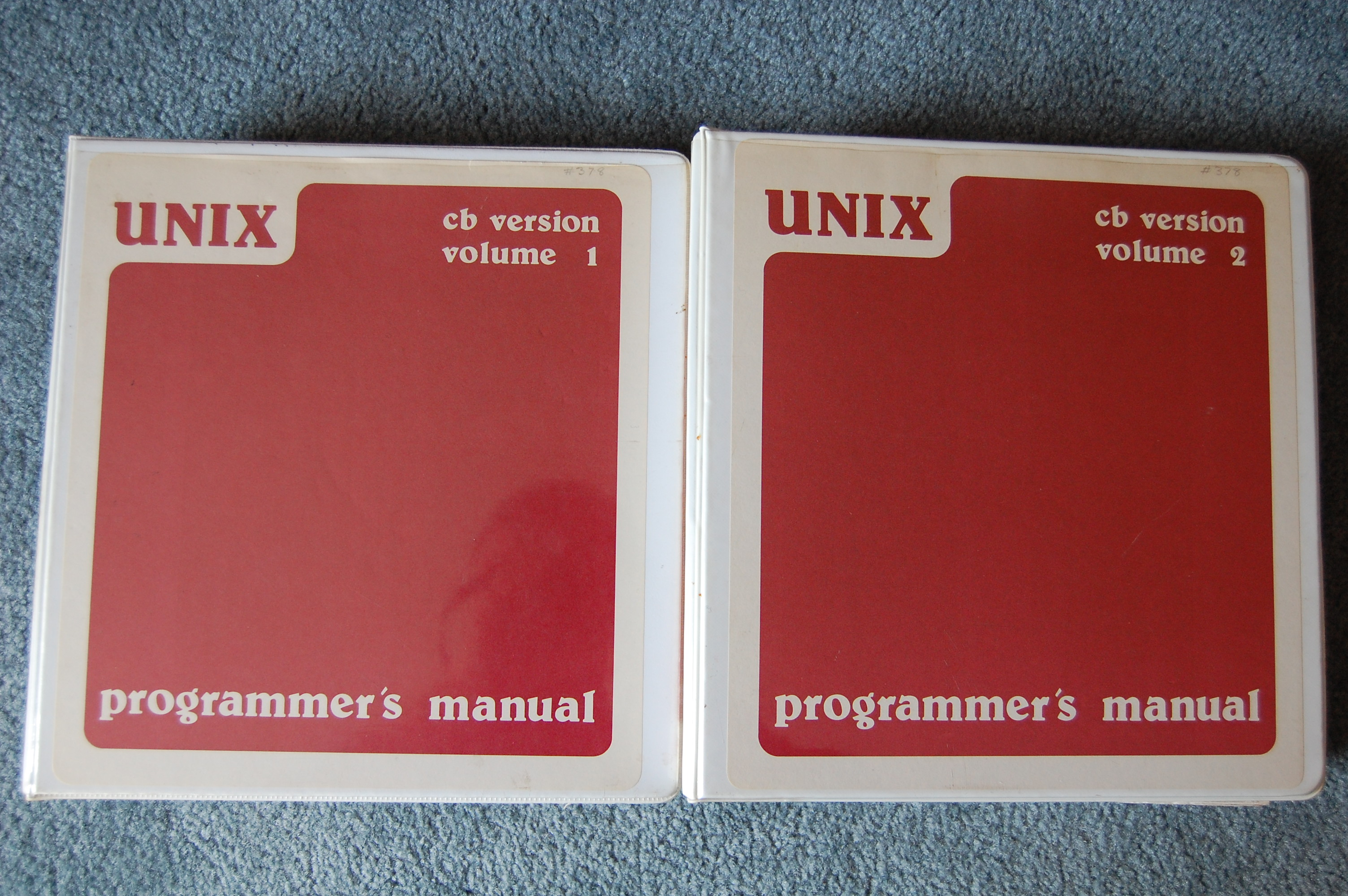
Manual al programatorului, în mai multe volume, pentru un sistem de operare din 1975, numit CB UNIX

Documentația reprezintă un set de documente furnizate în format tipărit pe hârtie, online sau pe suporturi analogice sau digitale, cum ar fi banda magnetică sau CD-urile. Documentația constituie totalitatea informațiilor, a documentelor relative la o problemă sau la un domeniu de activitate. Exemple de documentație sunt manualele de utilizare, rapoartele oficiale (en. white papers), ajutorul online („help”) sau ghidurile rapide de utilizare. Devine din ce în ce mai rar să întâlnim documentație în formă tipărită pe hârtie. Documentația digitală (în formă electronică) este oferită prin intermediul siturilor web, produselor software sau altor aplicații online.
Persoanele specializate în știința întocmirii și prelucrării documentației se numesc „documentariști”. Acest domeniu și-a schimbat denumirea în știința informației („en: Information science” ) în 1968, dar unele utilizări ale termenului „documentație” se mențin încă și chiar au existat tentative de a reintroduce termenul „documentație” ca domeniu de studiu.